# Нава (Сирія)
Нава (англ. Nawa, араб. نوى) — місто в Сирії, адміністративний центр друзької общини в нохії Нава, яка входить до складу мінтаки Ізра в південній сирійській мухафазі Дара.

## Відомі люди
- Мухїддин ан-Нававі (1233—1278) — ісламський богослов, факіг, мухаддиса.